# Dirkališče
Dirkališče je namensko zgrajen objekt za dirke vozil ali živali. Običajno vsebuje tudi tribune za gledalce in garaže. Pogosta so konjska dirkališča ali hipodromi, ki so najbolj razširjena v Združenem kraljestvu, Avstraliji in ZDA, kolesarska dirkališča ali velodromi, in dirkališča za motošport. Če dirka poteka na mestnih ulicah ali drugih javnih cestah se imenuje ulično oziroma cestno dirkališče. 
V motošportu so v začetku dirke potekale na odprtih javnih cestah. Ko se je to izkazalo za prenevarno, so ceste v času dirke zaprli, kasneje pa so začeli graditi namenska dirkališča z varnostnimi ogradami in izletnimi conami. Na dirkah Svetovnega prvenstva Formule 1 je dolgo za najnevarnejše dirkališče veljal Nürburgring-Nordschleife znan tudi kot Zeleni pekel, z dolžino kroga 22,8 km, na katerem so dirke potekale med letoma 1947 in 1969. Na njem se je pripetilo pet smrtnih nesreč na dirkah Formule 1, kar je največ na evropskih dirkališčih. Druga znana dirkališča so še italijanski Autodromo Nazionale Monza, belgijski Spa-Francorchamps, britanski Silverstone Circuit, ameriški Indianapolis Motor Speedway, francoski Circuit de la Sarthe in monaški Circuit de Monaco. 